# 그것은 갑자기 폭풍처럼
《그것은 갑자기 폭풍처럼》(일본어: それは、突然、嵐のように)은 2004년 1월 14일부터 2004년 3월 17일까지 TBS에서 방송된 텔레비전 드라마이다. 평균 시청률은 7.3%.
이 드라마를 마지막으로 TBS 수요일 밤 10시의 연속 드라마 범위는 폐지되었다.

## 스토리
결혼 7년째의 주부·오가와 코즈에(에즈미 마키코)는 어느 비오는 날에 고교생의 댄스 교실 강사 후카자와 타쿠마(야마시타 토모히사)와 만나, 당황하면서도 사랑에 빠져 간다...

## 등장 인물
- 에스미 마키코 - 오가와 코즈에 역

결혼 7년차 주부. 여성잡지사 "Maga"의 편집부에서 일하고 있었지만, 히데오를 만나 결혼했다. 히데오의 전근에 따라 직장은 퇴사했지만, 1년 전에 도쿄로 다시 돌아와 꽃집을 운영하며 친청 부모와 여동생들과 함께 살고 있다. 부부사이에 아이는 없지만 매일 즐거운 나날을 보내고 있다. 그런 가운데, "Maga" 편집부의 아르바이트 모집을 보고 오랜만에 직장에 복귀한다. 성격은 여장부의 착실한 사람이지만, 의외로 덜렁이. 취미는 정리 정돈 & 경품 응모. 어느 날, 연하의 댄스 강사 타쿠마와 만나, 자신 안에 숨어 있던 여심과 인생에 대한 가벼운 실망감을 인식하기 시작한다.
- 야마시타 토모히사 - 후카자와 타쿠마 역

현역 고교생의 댄스 강사. 묘하게 밝고 낯가림없이 붙임성이 좋아보이지만, 포커 페이스로 무엇을 생각하고 있는지 이해하기 어려운 타입. 부모는 전 챔피언 댄스 커플. 어머니는 서서히 꿈을 포기한 아버지와 헤어지고 새로운 파트너와 런던으로 떠나버렸고, 그 후 아버지는 병으로 돌아가셨다. 이후 "댄스"와 "사랑"에 대한 강렬한 불신이 싹트고 했다. 지난해 일본 선수권에서 우승한 기대의 신성이지만, "춤"에 대한 열정도 식어, 현재는 생계를 위해 가르치고 있다. 코즈에와 만나면서, 타쿠마도 자신의 삶을 되돌아본다.
- 야나기바 토시로 - 오가와 히데오 역

코즈에의 남편으로, 대기업 은행에 근무하는 엘리트 샐러리맨. 장인, 장모와 함께 사는 마즈오상이다. 코즈에가 주부로써 제격이라 생각해 일을 다시 재개하는 것에 대해서는 반대를 했지만, 지금은 협력적인 존재이다. 성격은 성실하고, 친절한 사람이다. 하지만 다정한 말이나 무드에는 약하고, 나날이 늘어나는 코즈에의 불만을 눈치채지 못한다. 취미는 주가 연구.
- 키무라 타에 - 우에시마 유키에 역

코즈에의 여동생. 외동딸의 나노하나와 함께 친정에서 신세를 지고 있다. 도박에 빠진 남편과 현재 이혼 조정에서 친정으로 돌아왔다가, 가사일을 맡고 있던 코즈에가 아르바이트를 시작했기 때문에, 언니를 대신해 뜻박의 집안일을 돕고 있다.
- 엔도 유미 - 우에시마 나노하나 역

유키에의 외동딸로, 코즈에의 조카이다.
- 코하시 켄지 - 스기우라 카츠미 역

"Maga" 사진작가. 동안의 유부남으로 경박한 면이 있어, 편집자 카나와 몰래 만나고 있다.
- 카토 타카코 - 이시쿠라 키요코 역

"Maga"에 출입하는 프리 라이터. 편집자 시절의 코즈에를 동경하고 있었지만, 결혼하고 바로 퇴사한 코즈에에게 배신 당했다고 생각한다. 아르바이트로 복귀한 코즈에와 겉으론 사이 좋게 대하지만, 속으론 귀찮게 여긴다.
- 미야지 마오 - 하야카와 카오리 역

타쿠마의 선수권 대회 등의 댄스실력을 되찾아주고 싶어 노력하는 대학생. 부유한 아버지 덕에 타쿠마의 병원비를 모두 부담하면서까지 그에게 다시 춤을 출것을 권한다.
- 류 라이타 - 나카무라 코조 역

코즈에의 아버지. 변두리의 꽃집 "하나무라"의 주인이다. 주로 공물용 꽃다발을 판매하는 등 견실한 장사를 계속하고 있다. 인정이 두텁고, 눈물이 많은 성격. 꽃집도 주부도 제 몫을 하게 되기 위해서는 최소 10년이 걸린다는 신념의 소유자이다.
- 시라카와 유미 - 나카무라 하나에 역

코즈에의 어머니. 명랑하고 항상 밝은 성격이다. 가족에게는 태양과 같은 존재다. 두 딸과 "친구 부모와 자식"에서, 뭐든지 이야기를 할 수 있는 좋은 관계. 부부 사이도 좋지만, 실은 남편에게는 말할 수 없는 비밀이 있다.
- 야마다 유 - 우스이 카나 역

"Maga"의 편집자, 카츠미의 불륜 상대로 카츠미와의 결혼을 꿈꾸고 있다.
- 하마다 마리 - 요시자와 카즈미 역

코즈에의 옛 동료로, 현재 "Maga"의 편집장이다.
- 아야세 하루카 - 마키노 사호 역

타쿠마의 소꿉친구 여고생. 부모와 다투고 가출을 해, 타쿠마의 아파트에 신세를 지게 된다. 타쿠마를 짝사랑을 하고 있다.
- 카츠지 료 - 카세 케이스케 역

댄스 강사. 올해 일본 대회 라틴 부문 3위. 한때 검도만을 목표로 하였지만, 우연히 본 타쿠마 춤에 충격을 받아 춤의 세계에 들어왔다. 존경하는 사람은 오오이시 쿠라노스케, 애독서는 "무사도"라는 남자다움이 넘치는 뜨거운 사나이.
- 이노우에 준 - 쿠스모토 토이치로 역
- 와시오 마치코 - 댄스교실 학생 역
- 와타나베 노리코 - 고차 유리코 역

코즈에의 메일 친구.
- 카토 타카코 - 이시쿠라 키요코 역

## 제작진
- 각본 : 카네코 아리사
- 음악 : 하세베 토오루
- 프로듀서 : 야구치 히사오
- 기획 : 우에다 히로키, 와타나베 소이치
- 연출 : 사사키 아키미츠, 후지오 타카시
- 협력 : 히가시도리, 악스, 미도리야마 스튜디오 시티, 3one
- 제작 : 텔레 팩
- 제작 : TBS

## 주제가
- 오다 카즈마사 〈흰색〉

## 방송일 및 부제, 시청률
| 각 화                                     | 방송일          | 부제(원제)              | 부제(풀이)                | 시청률 |
| ----------------------------------------- | --------------- | ----------------------- | ------------------------- | ------ |
| 제1회                                     | 2004년 1월 14일 | 妻が恋しちゃダメですか? | 아내가 사랑하면 안됩니까? | 9.8%   |
| 제2회                                     | 2004년 1월 21일 | 夫がいるのに            | 남편이 있는데             | 9.3%   |
| 제3회                                     | 2004년 1월 28일 | さよなら拓馬            | 안녕 타쿠마               | 7.2%   |
| 제4회                                     | 2004년 2월 4일  | 嘘のはじまり            | 거짓말의 시작             | 6.9%   |
| 제5회                                     | 2004년 2월 11일 | 意外な決断              | 뜻밖의 해결책             | 7.3%   |
| 제6회                                     | 2004년 2월 18일 | 母も見ていた            | 어머니도 보고 있었다      | 6.3%   |
| 제7회                                     | 2004년 2월 25일 | はちあわせ!             | 정면 충돌!                | 6.3%   |
| 제8회                                     | 2004년 3월 3일  | ついにバレた            | 결국 들켰다               | 7.1%   |
| 제9회                                     | 2004년 3월 10일 | 激怒した夫              | 격분한 남편               | 6.5%   |
| 최종회                                    | 2004년 3월 17일 | 悲しい別れ              | 슬픈 이별                 | 6.4%   |
| 평균 시청률: 7.3%                         |                 |                         |                           |        |
| (시청률은 간토 지방·비디오 리서치사 조사) |                 |                         |                           |        |